# Trichophorum planifolium
Trichophorum planifolium là loài thực vật có hoa trong họ Cói. Loài này được (Spreng.) Palla miêu tả khoa học đầu tiên năm 1913.